# Ortopterofauna
Ortopterofauna – ogół gatunków (fauna) owadów zaliczanych do rzędu prostoskrzydłych (Orthoptera) zamieszkujących określony obszar geograficzny, rodzaj środowiska (biotop) lub żyjących w określonym okresie geologicznym.
Ortopterofauna Polski liczy 82 gatunki, w tym 44 uznawane są za rzadkie. Najstarsze zapisy dotyczące nalotów szarańczy – jest najbardziej prawdopodobne, że najczęściej dotyczyły szarańczy wędrownej (Locusta migratoria) – pochodzą ze średniowiecznych kronik. Autorem pierwszego spisu faunistycznego prostoskrzydłych Warszawy (zachowanego jedynie w rękopisie) był Karol de Perthées. Kolejne publikacje (Weigel, 1806 – prostoskrzydłe Śląska; Kelch, 1852 i inne) pochodzą z XIX wieku. Pierwszą monografię prostoskrzydłych Polski opracował w 1827 Feliks Paweł Jarocki.
Informacje o większości znanych gatunków współczesnej ortopterofauny Polski zgromadzono w pierwszych dziesięcioleciach XX wieku.